# Otto Schöpp
Arnold Otto Schöpp (n. 4 iunie 1907, Sebeș, Alba, România – d. 29 ianuarie 1973, Sibiu, România) a fost un atlet sas din România.
Otto Schöpp a fost al cincilea din șase fii ai primarului orașului Sebeș, Johann Schöpp (1870-1954). În 1927, Schöpp a trecut peste ștacheta ridicată la 1,80 m, stabilind un nou record național. Anul următor, a participat la Jocurile Olimpice de vară din 1928 de la Amsterdam la săritură în înălțime și la 100 m garduri. De asemenea a fost nominalizat pentru ștafeta 4×100 m dar echipa României nu a luat startul.
Otto Schöpp a fost și director la Asociația Germană de Gimnastică și Sport din România și a inițiat ștrandul din Sibiu, construit de fratele său, arhitectul Walter Schöpp, și inaugurat în 1936.

## Recorduri personale
| Probă                | Performanță | An   |
| -------------------- | ----------- | ---- |
| 100 m garduri        | 16,2 s      | 1930 |
| Săritură în înălțime | 1,80 m      | 1927 |

## Legături externe
- en Otto Schöpp la Olympedia.org